# Натти-Патти
На́тти-Па́тти (англ. Nutty Putty) — гидротермальная пещера, расположенная к западу от озера Юта в округе Юта штата Юта, США. Известна прежде всего большим количеством узких лазов и поворотов, в которых неоднократно застревали люди; четверых застрявших спелеологов и бойскаутов удалось спасти. После смертельного случая 25 ноября 2009 года закрыта для посещения.

## История
В 1960 году пещеру впервые исследовал Дейл Грин (Dale Green). Обнаружив в ней большие залежи мягкой глины, он дал ей название Nutty Putty — «безумная замазка», по аналогии с игрушкой silly putty
В настоящий момент является собственностью Школьного и институционального административного земельного траста (англ. Utah School and Institutional Trust Lands Administration) и управляется Тимпаногосом Гротто (Timpanogos Grotto).
В дальнейшем пещера стала очень популярной; по некоторым оценкам, её посещало свыше 5000 человек в год. Многие спелеотуристы спускались в пещеру в ночное время и не предпринимали необходимых мер безопасности. Главная опасность этой пещеры — скользкие поверхности — стала ещё большей, поскольку из-за движения большого количества людей эти поверхности шлифовались трением, становясь более гладкими и скользкими. Особенно опасно одно из самых популярных мест в пещере — так называемый «Большой спуск» (англ. The Big Slide), подземная полость, пол которой наклонён под углом 45°.
В 2006 году было начато исследование последствий столь массового посещения пещеры и выдвинуто предложение существенно ограничить количество посетителей. 24 мая 2006 года на входе в пещеру были установлены ворота и пещера была временно закрыта для посещения. Была начата разработка регламента посещений и требований безопасности, при соблюдении которых спелеотуристы могли быть допущены к спуску. 18 мая 2009 года пещера была вновь открыта.

## Гибель Джона Джонса
24 ноября 2009 года 26-летний медик по имени Джон Эдвард Джонс застрял в пещере и умер на следующий день, пробыв зажатым вниз головой 27–28 часов.
Поскольку точное местонахождение пещеры не было нанесено на карту, во время исследования области со своим братом Джошем, Джонс принял неизведанный участок пещеры за такой же узкий проход «Родовой канал» и застрял вверх ногами в области размером 10 на 18 дюймов (25 на 45 см), в 120 метрах от входа в пещеру. Джонс оказался зажат вниз головой и не мог двигаться из-за изгиба пещеры. Прибывшая на место большая команда спасателей со спасательным оборудованием пришла ему на помощь. Тем не менее, они не смогли извлечь Джонса, так как один из болтов сломался при попытке извлечения застрявшего. Джонс погиб из-за пребывания в течение многих часов вверх ногами в узком канале. Спасатели пришли к выводу, что пытаться извлечь его тело было бы слишком опасно; землевладелец и семья Джонса пришли к соглашению, что пещера будет навсегда закрыта, а тело запечатано внутри. Взрывчаткой был разрушен потолок рядом с телом Джонса, а входное отверстие было залито бетоном, чтобы предотвратить дальнейший доступ в эту пещеру.
16 сентября 2016 года вышел фильм «Последний спуск» об этой трагедии.